# Kent County Football League
De Kent County Football League is een Engelse regionale voetbalcompetitie voor clubs uit de regio Kent. De competitie werd opgericht in 1951 en bestaat uit zeven divisies op vier verschillende niveaus, namelijk het elfde tot en met het veertiende.
De kampioen van de Premier Division kan promoveren naar de Kent Invicta League op het zesde niveau van het National League System, oftewel het tiende niveau in de Engelse voetbalpiramide. De twee laagst geklasseerde clubs degraderen naar een van de lagere regionale divisies. Clubs in Division Three East en Division Three West kunnen degraderen naar een achttal competities op het vijftiende niveau.

## Vorige kampioenen

### Periode 1951-1992 (West)
| Seizoen | Senior Division West          | Premier Division West      | Division One West          | Division Two West             |
| ------- | ----------------------------- | -------------------------- | -------------------------- | ----------------------------- |
| 1951/52 |                               | Thameside Amateur Athletic | Upton Athletic             |                               |
| 1952/53 |                               | Bakers Sports              | Saints Athletic            | Slade Green Athletic          |
| 1953/54 |                               | Crockenhill                | Slade Green Athletic       | Eltham Royals                 |
| 1954/55 | Bakers Sports                 | Brentstonians              | Dusseks Sports             | Mottingham                    |
| 1955/56 | Bakers Sports                 | Churchfields Old Boys      | Mottingham                 | Gough Cooper Sports           |
| 1956/57 | Crockenhill                   | Mottingham                 | Cray Social                | Brentstonians Reserves        |
| 1957/58 | Brentstonians                 | Mottingham                 | Klingers Social            | David Evans                   |
| 1958/59 | Brentstonians                 | Tunnel Sports              | Longlands Athletic         | Stansfeld                     |
| 1959/60 | Aylesford Paper Mills         | Beckenham Social           | Greenfield Sports          | Borough Green                 |
| 1960/61 | Slade Green Athletic          | Beckenham Social           | GEC (Erith)                | Slade Green Athletic Reserves |
| 1961/62 | Swanley                       | Borough Green              | BOCM                       | Greenfield Sports Reserves    |
| 1962/63 | ROFSA                         | Stansfeld                  | Tunnel Sports Reserves     | Lanbrook                      |
| 1963/64 | Aylesford Paper Mills         | Stansfeld                  | Greenfield Sports Reserves | LESSA                         |
| 1964/65 | Callenders Athletic           | Harland Social             | LESSA                      | Halstead                      |
| 1965/66 | Kent Police                   | Alpine United              | Brentstonians Reserves     | Gateway                       |
| 1966/67 | Kent Police                   | Alpine United              | Gateway                    | Plumstead Casuals             |
| 1967/78 | Borough Green                 | Tunnel Sports Reserves     | Plumstead Casuals          | Plum Lane                     |
| 1968/69 | Old Saxonians                 | Sevenoaks Town             | Halstead United            | Sutton Athletic               |
| 1969/70 | BOCM                          | Plum Lane                  | Sutton Athletic            | Hoo Institute                 |
| 1970/71 | Plum Lane                     | Sutton Athletic            | Hoo Institute              | Eastcourt United Reserves     |
| 1971/72 | Callenders Athletic           | Hoo Institute              | Northcote Invicta          | Swanscombe United             |
| 1972/73 | Dockland Settlement           | Eastcourt United           | Swanscombe United          | Ex Blues                      |
| 1973/74 | Fisher Athletic               | Swanscombe United          | Samuel Montague Boys Club  | Elliotts Social               |
| 1974/75 | Fisher Athletic               | Samuel Montague Boys Club  | Elliotts Social            | Empire Paper Mills            |
| 1975/76 | Old Saxonians                 | Sevenoaks Town Social      | Seal                       | Cuxton Social                 |
| 1976/77 | Sutton Athletic               | Swanscombe United          | Dusseks Social             | Ex Blues                      |
| 1977/78 | Fisher Athletic Reserves      | Stansfeld                  | Town Social                | Samuel Montague Boys Club     |
| 1978/79 | Maidstone United Reserves     | Invicta                    | ITT Footscray              | Eccles                        |
| 1979/80 | Samuel Montague Old Boys      | Elliotts Social            | Bowater Sports             | Oakwood Hospital              |
| 1980/81 | Sevenoaks                     | Bowater Sports             | Ex Blues                   | AFC Eltham                    |
| 1981/82 | Fisher Athletic Reserves      | Oakwood Hospital           | VCD Athletic               | Winget                        |
| 1982/83 | Sevenoaks                     | Swanscombe United          | West Malling Club          | Bearsted                      |
| 1983/84 | Old Saxonians                 | Otford United              | Bearsted                   | Rusthall                      |
| 1984/85 | Stansfeld O&B Club            | VCD Athletic               | Rusthall                   | Royal George                  |
| 1985/86 | Bowater Scott Sports & Social | Hawkhurst United           | Royal George               | Chatham Amateurs              |
| 1986/87 | Stansfeld O&B Club            | Bearsted                   | Paddock Wood Town          | Edenbridge United             |
| 1987/88 | Bearsted                      | Reeds International        | New Eltham                 | Hollingbourne                 |
| 1988/89 | Stansfeld O&B Club            | Greenways                  | Swanscombe United          | Colts 85                      |
| 1989/90 | Stansfeld O&B Club            | Eynsford                   | Westerham                  | Ten Em Bee                    |
| 1990/91 | Oakwood                       | Aylesford Paper Mills      | Platt United               | Lordswood Reserves            |
| 1991/92 | Oakwood                       | Knockholt                  | Wellcome (Saturday)        | Strood County                 |

### Periode 1969-1992 (Oost)
| Seizoen | Senior Division East | Premier Division East   | Division One East             | Division One East             |
| ------- | -------------------- | ----------------------- | ----------------------------- | ----------------------------- |
| 1969/70 |                      | Lydd Town               | Folkestone Invicta            | Hammers                       |
| 1970/71 |                      | Lydd Town               | Ashford Dynamo                | North Deal United             |
| 1971/72 |                      | Ashford Dynamo          | Hythe Town                    | Betteshanger Colliery Welfare |
| 1972/73 |                      | Ashford Dynamo          | Deal Town Reserves            | Dymchurch                     |
| 1973/74 |                      | Hythe Town              | Dymchurch                     |                               |
| 1974/75 |                      | Hythe Town              | Aylesham United               |                               |
| 1975/76 |                      | Hythe Town              | Brett Waverley                |                               |
| 1976/77 |                      | Northcliffe & Dormobile | Walmer Rovers                 |                               |
| 1977/78 |                      | Northcliffe & Dormobile | Betteshanger Colliery Welfare | Margate Reserves              |
| 1978/79 |                      | Folkestone Invicta      | Whitstable Old Boys           | St Margarets                  |
| 1979/80 |                      | New Romney              | Sturry                        | Bromley Green                 |
| 1980/81 |                      | New Romney              | Bromley Green                 | Margate Reserves              |
| 1981/82 |                      | Ashford Dynamo          | Thanet United Reserves        | Ramsgate Reserves             |
| 1982/83 |                      | New Romney              | Hamstreet                     | Rank, Hovis McDougall         |
| 1983/84 |                      | Bromley Green           | Rank, Hovis McDougall         | University of Kent            |
| 1984/85 | New Romney           | New Romney Reserves     |                               |                               |
| 1985/86 | Sturry               | Wittersham              |                               |                               |
| 1986/87 | New Romney           | Walmer Rovers           |                               |                               |
| 1987/88 | New Romney           | Walmer                  |                               |                               |
| 1988/89 | New Romney           | Phoenix Rovers          |                               |                               |
| 1989/90 | Lydd Town            | Kennington              |                               |                               |
| 1990/91 | Lydd Town            | Hythe Town Reserves     |                               |                               |
| 1991/92 | Lydd Town            | Broomfield United       |                               |                               |

### Periode 1992–heden
Door grote hervormingen werden in 1992 Senior Division East en Senior Division West samengevoegd tot één Premier Division. De lagere divisies werden hernoemd.
| Season    | Premier Division                   | Division One East      | Division One West       | Division Two East          | Division Two West      | Division Three West        | Division Four West |
| --------- | ---------------------------------- | ---------------------- | ----------------------- | -------------------------- | ---------------------- | -------------------------- | ------------------ |
| 1992/93   | Sevenoaks Town                     | Lydd Town              | Ex Blues                | New Romney Reserves        | Strood County          | Empire                     |                    |
| 1993/94   | Teynham & Lynstead                 | Lydd Town              | Ten Em Bee              | Lydd Town Reserves         | Sutton Athletic        | Tonbridge Rangers          | Maidstone Invicta  |
| 1994/95   | Stansfeld Oxford & Bermondsey Club | Milton Athletic        | AFC Egerton             | Royal George               | Maidstone Invicta      | Halstead                   |                    |
| 1995/96   | Sevenoaks Town                     | Tenterden St. Michaels | Ex Blues                | Broomfield United Reserves | Snodland               | Hawkenbury                 |                    |
| 1996/97   | VCD Athletic                       | Rye United             | Bearsted                | Broomfield United Reserves | Otford United          | Wickham Park               |                    |
| 1997/98   | Milton Athletic                    | New Romney             | Snodland                | Rye United Reserves        | Wickham Park           | St. George's (Wrotham)     |                    |
| 1998/99   | Knatchbull                         | Kennington             | Maidstone United        | Wittersham                 | St. George's (Wrotham) | Pembury                    |                    |
| 1999/2000 | Snodland                           | Norton Sports          | Phoenix Sports          | Smarden                    | AFC Blackheath         | Belvedere                  |                    |
| 2000/01   | Bearsted                           | New Romney             | Crockenhill             | New Romney Reserves        | Oakwood                | Danson Athletic            |                    |
| 2001/02   | Bearsted                           | Kennington             | Old Roan                | Dover Gate                 | Belvedere              | Farnborough Old Boys Guild |                    |
| 2002/03   | Sevenoaks Town                     | Tenterden Tigers       | Cray Valley Paper Mills | Tyler Hill                 | Bromleians Sports      | Lanes End                  |                    |
| 2003/04   | Crockenhill                        | Bromley Green          | Lewisham Borough        | Borden Village             | Orpington              | Guru Nanak                 |                    |
| 2004/05   | Cray Valley Paper Mills            | Norton Sports          | Rusthall                | Hollands & Blair           | Phoenix Sports         |                            |                    |

| Seizoen | Premier Division                   | Division One East | Division One West           | Division Two East    | Division Two West          |
| ------- | ---------------------------------- | ----------------- | --------------------------- | -------------------- | -------------------------- |
| 2005/06 | Lewisham Borough                   | Hollands & Blair  | Holmesdale                  | Staplehurst          | Westerham                  |
| 2006/07 | Holmesdale                         | Tyler Hill        | Orpington                   | Guru Nanak           | Tudor Sports               |
| 2007/08 | Norton Sports                      | Bly Spartans      | Phoenix Sports              | Canterbury City      | Farnborough Old Boys Guild |
| 2008/09 | Hollands & Blair                   | Canterbury City   | Tonbridge Invicta           | Premier              | Old Bexleians              |
| 2009/10 | Stansfeld Oxford & Bermondsey Club | Woodstock Park    | Charlton Athletic Community | Bredhurst Juniors    | Forest Hill Park           |
| 2010/11 | Hollands & Blair                   | Bromley Green     | Farnborough Old Boys Guild  | Saga Sports & Social | Hildenborough Athletic     |

| Seizoen | Premier Division       | Division One           | Division Two East                               | Division Two West |
| ------- | ---------------------- | ---------------------- | ----------------------------------------------- | ----------------- |
| 2011/12 | Bromley Green          | Hildenborough Athletic | Maidstone Association Local Government Officers | Bexlians          |
| 2012/13 | Hildenborough Athletic | Fleetdown United       | Sevenoaks                                       | Peckham Town      |

| Seizoen | Premier Division | Division One East | Division One West | Division Two East | Division Two West       | Division Three East | Division Three West |
| ------- | ---------------- | ----------------- | ----------------- | ----------------- | ----------------------- | ------------------- | ------------------- |
| 2013/14 | Metrogas         | Guru Nanak        | Holland Sports    | East Kent College | Phoenix Sports Reserves | Hawkinge Town       | Stansfeld Reserves  |